# 큰 언니 (2008년 드라마)
《큰 언니》는 2008년 6월 9일부터 2009년 1월 2일까지 방영된 한국방송공사 TV소설이다.

## 등장 인물

### 주요 인물
- 전혜진 : 송인옥 역 (아역 한보배)
- 오승은 : 송인수 역 (아역 김예원) - 인옥의 첫째 동생
- 최철호 : 김학인 역 (아역 이풍운) - 인옥의 첫사랑이자 덕산의 연적
- 김일우 : 이덕산 역 (아역 서준영) - 인옥의 남편

### 인옥이네 가족
- 정다영 : 송인애 역 (아역 손서영) - 인옥의 막내 동생

### 학인이네 가족
- 최성민 : 김학규 역 (아역 이석민) - 학인의 남동생
- 김동주 : 황씨 역 - 학인의 어머니
- 이희도 : 김 주사 역 - 학인의 아버지, 국민학교 소사
- 한소정 : 김승희 역 - 학인의 여동생

### 덕산이네 가족
- 남능미 : 안씨 역 - 덕산의 어머니
- 이덕희 : 닥실(안연화) 역 - 덕산의 이모
- 최덕문 : 덕기 역 - 덕산의 남동생
- 이매리 : 영순 역 - 덕기의 아내

### 그 외
- 이동규 : 강우혁 역 - 인수의 첫사랑
- 유동혁 : 강우제 역 - 우혁의 동생이자 인애의 연인
- 이승신 : 이순임 역 - 덕산의 친구, 기태의 부인
- 이철민 : 김기태 역 - 덕산의 동네친구, 사채업자 김만수의 아들
- 최하나 : 강희 역 - 학인의 병원 간호사
- 안승훈 : 장 부장 역
- 김보라 : 지윤 역
- 박원호 : 지영수 역

### 특별 출연
- 정지순 : 오빠 역
- 송민형 : 학인의 아버지 역
- 김정하 : 학인의 어머니 역

| 한국방송공사 TV소설                               | 한국방송공사 TV소설                       | 한국방송공사 TV소설                         |
| 이전 작품                                         | 작품명                                    | 다음 작품                                   |
| ------------------------------------------------- | ----------------------------------------- | ------------------------------------------- |
| 아름다운 시절 (2007년 11월 12일 ~ 2008년 6월 6일) | 큰 언니 (2008년 6월 9일 ~ 2009년 1월 2일) | 청춘예찬 (2009년 1월 5일 ~ 2009년 4월 17일) |